# Communauté

Leden van de Communauté in 1959

De Communauté ("Gemeenschap"), in het Nederlands meestal Franse Gemeenschap genoemd, was een samenwerkingsverband tussen Frankrijk en de voormalige Franse koloniën, die met de Franse grondwet van 4 oktober 1958 tegelijk met de Vijfde Franse Republiek werd opgericht.

## Ontstaan
De Communauté verving de Union française, die onder de Vierde Franse Republiek bestond als opvolger van het Franse koloniale rijk. Bij de invoering van de Vijfde Republiek in 1958 was het de bedoeling de Franse overzeese gebieden in Afrika, die al een beperkt zelfbestuur genoten, om te vormen tot autonome staten die een band met Frankrijk zouden behouden. Er was discussie of dit een "federatie" dan wel een "confederatie" moest zijn. Uiteindelijk werd besloten om van een "gemeenschap" te spreken. De naam "Communauté" was een beetje bedoeld als tegenhanger van "Commonwealth" (het Gemenebest van Naties).
Bij het referendum over de nieuwe grondwet (september 1958) werd de overzeese gebieden een vorm van zelfbeschikking beloofd; Als ze voor de grondwet stemden, konden ze opteren om een lidstaat van de nieuwe gemeenschap te worden. Alleen Frans-Guinea (Guinee) stemde in meerderheid tegen en werd daardoor automatisch onafhankelijk. De andere gebieden van Frans-West-Afrika en Frans-Equatoriaal-Afrika, plus Madagaskar, werden eind 1958 of begin 1959 lidstaten van de Communauté, met een eigen parlement en regering.

## Structuur
De Communauté was bedoeld als een federatie van soevereine staten, die op een aantal domeinen, zoals, buitenlandse politiek, defensie en financiën, samenwerkten. Alle inwoners hadden de Franse nationaliteit. De werking was vastgelegd in de Franse grondwet. De president van de Franse Republiek was ambtshalve president van de Communauté. Het hoogste gezag berustte bij de Uitvoerende Raad (Conseil exécutif), bestaande uit de regeringsleiders van de lidstaten. Er was ook een senaat en een arbitragehof voorzien.

## Evolutie
In 1960 werd het duidelijk dat het lidmaatschap van de Communauté slechts een overgang zou zijn naar onafhankelijkheid. In juni van dat jaar werden de grondwetsartikelen over de Communauté gewijzigd. Daardoor kregen de lidstaten de mogelijkheid om onafhankelijk te worden en al dan niet in de gemeenschap te blijven.
In de maanden die daarop volgden werden alle lidstaten onafhankelijk. Slechts een deel bleef formeel lid van de gemeenschap. Formeel konden ze nog onderling "gemeenschapsakkoorden" sluiten, maar in feite verloor de Communauté daarmee alle betekenis. Frankrijk wilde in de contacten met zijn ex-kolonies ook geen onderscheid maken tussen de lidstaten en de overige staten.
In maart 1961 werd de senaat opgeheven en daarmee hield de Communauté in feite op te bestaan. Wel behield de Franse president nog enkele jaren een afzonderlijk secretariaat-generaal voor de Communauté. De bepalingen over de Communauté in de Franse grondwet werden pas op 4 augustus 1995 geschrapt.
Andere Franse overzeese gebieden zijn nooit lid van de Communauté geworden. Algerije, dat als een integraal deel van Frankrijk werd beschouwd (en waar toen een felle onafhankelijkheidsoorlog heerste), bleef buiten de gemeenschap en werd in 1962 zonder overgangsstatus onafhankelijk. De Comoren en Djibouti kregen na jaren van beperkte autonomie als overzees gebied hun onafhankelijkheid.
Hoewel de Communauté dus snel van het toneel verdween, bleef er heel wat samenwerking bestaan tussen Frankrijk in de meeste van zijn vroegere Afrikaanse koloniën. Zo behielden een aantal landen een gemeenschappelijke munt (zie CFA-frank). Er werden regelmatig Frans-Afrikaanse topconferenties gehouden, waar ook voormalige Belgische kolonies aan deelnamen.
Frankrijk behield ook zonder de Communauté een grote politieke, militaire en economische invloed in Afrika. In het Élysée in Parijs bepaalden topadviseurs van de Franse president een groot deel van de politiek in sommige Afrikaanse landen. Deze buitensporige Franse invloed wordt soms smalend "Françafrique" genoemd.
Vandaag de dag vindt de samenwerking van Frankrijk met deze landen onder anderen plaats in het kader van de Francophonie.

## Lidstaten
Staten die na 1960 (theoretisch) lid van de Communauté bleven
- Frankrijk
- Senegal
- Centraal-Afrikaanse Republiek
- Congo-Brazzaville
- Gabon
- Tsjaad
- Madagaskar

Staten die de Communauté bij hun onafhankelijkheid (1960) verlieten.
- Ivoorkust
- Opper-Volta
- Niger
- Dahomey
- Mauritanië
- Mali

Opmerking: Mali, het vroegere Frans-Soedan, was onder de naam Soedanese Republiek lid. Het vormde met Senegal de Federatie van Mali, die op 20 juni 1960 onafhankelijk werd binnen de Communauté. Toen de federatie twee maanden later uiteenviel, koos Senegal ervoor onafhankelijk te worden binnen de Communauté terwijl de Soedanese Republiek onder de naam Mali de Communauté verliet.

## Voorbeeld voor België?
De oprichting van de Communauté had nogal wat weerklank in Belgisch-Kongo. In Belgische koloniale middens ontstonden dan ook plannen voor een soortgelijke "Belgisch-Afrikaanse Gemeenschap". Daar kwam uiteindelijk niets van terecht, door gebrek aan belangstelling in zowel België als Kongo.